# Межоняй
Межоняй (лит. Miežoniai) — село в восточной части Литвы, входит в состав Дубингяйского староства Молетского района. По данным переписи 2011 года, население Межоняя составляло 38 человек.

## География
Село расположено в южной части района, у западной оконечности самого длинного в стране озера Асвяя. Расстояние до города Молетай составляет 23 км, до местечка Дубингяй — 4,5 км. Рядом находится село Лаботишкяй.

## История
Известна с 1554 года. В 1643 году в составе герцогства Дубингяй. В 1686 году село принадлежало Дубингяйской волости. В нем было шесть домов.

## Население
| 1905                           | 1923 | 1959 | 1970 | 1979 | 1989 | 2001 | 2011 |
| ------------------------------ | ---- | ---- | ---- | ---- | ---- | ---- | ---- |
| 103                            | 80   | 43   | 52   | 59   | 58   | 52   | 38   |
| Гистограмма динамики населения |      |      |      |      |      |      |      |